# 2К12 Куб
2К12 Куб (название на НАТО SA-6 Gainful) е самоходен съветски зенитно-ракетен комплекс. Една батарея включва 4 самоходни установки, няколко радара, 4 камиона с три допълнителни ракети всеки, и кран за зареждане. Комплексът е разработен от НПО Вимпел и приет на въоръжение в съветската ПВО през 70-те години. Максималният обсег на стандартната ракета 3М9 е 24 км, с таван от 12 км. Максималната ѝ скорост е 2,8 Мах.
По време на войната Йом Кипур през 1973, Израел губи десетки свои самолети от египетски Кубове, заради което комплексът получава прозвището „трите пръста на смъртта“. През 1991 година Ирак сваля американски F-16 с такъв комплекс. По време на бомбардировките над Югославия сръбската ПВО успява да свали няколко хърватски и американски бойни и разузнавателни самолети.

## Разработка
Разработката на 2К12 започва на 18 юли 1958 по заявка на ЦК на КПСС. Изискванията към новия зенитно-ракетен комплекс са да може успешно да прихваща и атакува въздушни цели, движещи се със скорост 1512 – 2160 км/ч и летящи на височина от 100 до 7000 м.
На 18 февруари 1963 „Куб“ за първи път успешно сваля въздушна цел – бомбардировач Ил-28. Системата е продължително тествана в периода 1959 – 1963 и след като успешно биват преодолени техническите затруднения по проекта, 2К12 Куб е официално приет на въоръжение на 23 януари 1967. Комплексът претърпява множество модернизации и подобрения в периода 1967 – 1976.

### Характеристики
2К12 има доста сходства с друг зенитно-ракетен комплекс от това време – 2К11 „Круг“.
Радарът на системата е способен да засича и следи цели на 65 км, като прихващането започва на разстояние 28 км. Радарът също така извършва и проверка „приятел или враг“. Системата може да изстрелва до 2 ракети срещу една въздушна цел. Изстреляната ракета използва командно и полу-радарно насочване, като максималната ѝ скорост е 2.8 мах или 2974 км/ч.
Ракетите имат ефективен обсег от 4 до 24 км, а максималната височина до която могат да достигнат е 14 000 м. Теглото на една ракета е 599 кг, а бойната глава тежи 56 кг.

## Употреба

### Войната от Йом Кипур
2К12 Куб е използван за първи път срещу израелските самолети във войната от Йом Кипур. Израел губи много от своите A-4 Skyhawk изтребители, като дори радарите им не могат да засекат, че са прихванати. След като обаче радарните системи на израелските самолети са модифицирани, Куб вече не е толкова смъртоносна и опасна заплаха за израелските пилоти.

### Ливанска война
В началото на Ливанската война от 1982 г. израелските ВВС стартират операция „Mole Cricket“ срещу сирийските ПВО установки в Долината Бека. Тя е напълно успешна и успява да унищожи няколко установки „Куб“ само за един ден.

### Полша
На 19 август 2003 полска батарея сваля по погрешка полски Су-22. Пилотът катапултира успешно и е спасен два часа по-късно.

### Ирак
Американски F-16 е свален от иракски „Куб“ на 19 януари 1991, по време на операция Пустинна буря. Пилотът кап. Хари Робъртс катапултира, но е пленен от иракските войници.

### Босна и Херцеговина
През 1995 сръбската армия използва модифициран вариант на 2К12 „Куб“, с помощта на който сваля американски F-16, пилотиран от кап. Скот О'Грейди. Случката остава в историята като „инцидент при Мърконич град“.

## Оператори
- Алжир
- Армения
- България – 20+
- Босна и Херцеговина
- Камерун – 100
- Чад
- Куба
- Чехия
- Египет
- Унгария
- Индия
- Иран – Русия доставя на Иран 8 системи SA-6 в периода 1995 – 1996.
- Либия
- Мианмар
- Мозамбик
- Северна Корея
- Полша
- Румъния – 15 системи на въоръжение от 1978.
- Русия – използват се само за тренировъчни цели.
- Словакия
- Сърбия – 85
- Сирия
- Виетнам

### Бивши оператори
- Чехословакия
- Ирак
- СССР
- Югославия